# Éléonore Goldberg
Éléonore Goldberg é uma escritora e artista franco-canadiana radicada em Quebec. Ela é mais conhecida pelo seu romance de 2019 Maison fauve, que foi finalista do Governor General's Award para ficção em língua francesa no Governor General's Awards de 2019, e pela sua curta-metragem de animação de 2020 Hibiscus Season (La saison des hibiscus), que ganhou o Prix Iris de Melhor Filme de Animação no 22º Quebec Cinema Awards em 2021.
Nascida na França, Goldberg passou parte da sua infância a morar no Zaire com a família.